# Burg Volkertshausen
Die Burg Volkertshausen ist eine abgegangene Burg nördlich des „Kelhofes“ von Volkertshausen im baden-württembergischen Landkreis Konstanz.
Die ehemalige Burganlage ist nicht genau lokalisierbar. 1301 wurde eine Turmburg bei Volkertshausen erwähnt. Von der ehemaligen Burganlage sind keine Reste erhalten.